# Тъкър Карлсън
Тъкър Суонсън Макниър Карлсън (на английски: Tucker Swanson McNear Carlson) е американски журналист и телевизионен водещ.
Роден е на 16 май 1969 година в Сан Франциско в семейството на журналиста Дик Карлсън (10 февруари 1941 - 24 март 2025). През 1991 година получава бакалавърска степен по история в „Тринити Колидж“ в Хартфорд, след което започва работа като журналист в печата. След това става политически коментатор и водещ на публицистични предавания в телевизиите Си Ен Ен (2000 – 2005), Ем Ес Ен Би Си (2005 – 2008) и „Фокс Нюз“ (2009 – 2023). Придобива голяма популярност и е определян като една от водещите фигури на тръмпизма. В предаванията си често пропагандира крайни възгледи, подвеждащи твърдения и конспиративни теории. През април 2023 година е внезапно отстранен от работата си във „Фокс Нюз“, като телевизията не дава информация за причините.
Карлсън пътува до Русия през февруари 2024 година за да интервюира Владимир Путин. Това е първото лично интервю на Путин със западен журналист след нахлуването в Украйна през февруари 2022 година. По-рано администрацията на Путин отхвърля множество искания за интервю от CNN и BBC.